# Dario Ortolano
Dario Ortolano (Torino, 18 giugno 1952) è un politico italiano.

## Carriera politica
In gioventù Ortolano milita nel Movimento Studentesco, fino ad iscriversi al PCI nel 1981. Eletto deputato nel 1996 con Rifondazione Comunista, di cui è stato tra i fondatori nonché segretario della federazione di Torino dal 1994 al 1996, passa successivamente nel PdCI, con cui diventa nel 2001 assessore del comune di Torino. 
Nel 2011 si iscrive a Comunisti Sinistra Popolare di Marco Rizzo, che nel 2014 assumerà il nome di Partito Comunista, di cui è stato membro della Direzione Nazionale dal 2012 al 2014 e coordinatore della Direzione Centrale dal 2014 al 2017. Successivamente aderisce al Partito Comunista Italiano, erede del PdCI, diventandone segretario provinciale a Torino.